# Hüttenzentner
Der Hüttenzentner, franz.: Quintal de fonderies, war ein Gewichtsmaß in den Hüttenwerken. Das Maß schwankte zwischen 114 und 118 Pfund.
Dieser Zentner war in den Schmelzhütten üblich und hatte überwiegend 115 Pfund. Bei Erzproben rechnete man den Hüttenzentner aber nur mit 110 Pfund.